# Magistralni put 20
Die Magistralni put 20 ist eine Bundesstraße in Serbien. Sie beginnt in Sremska Mitrovica und führt in südwestlicher Richtung über den Fluss Save und die Ortschaft Bogatić bis nach Badovinci an der serbisch-bosnischen Grenze.